# Krottegem

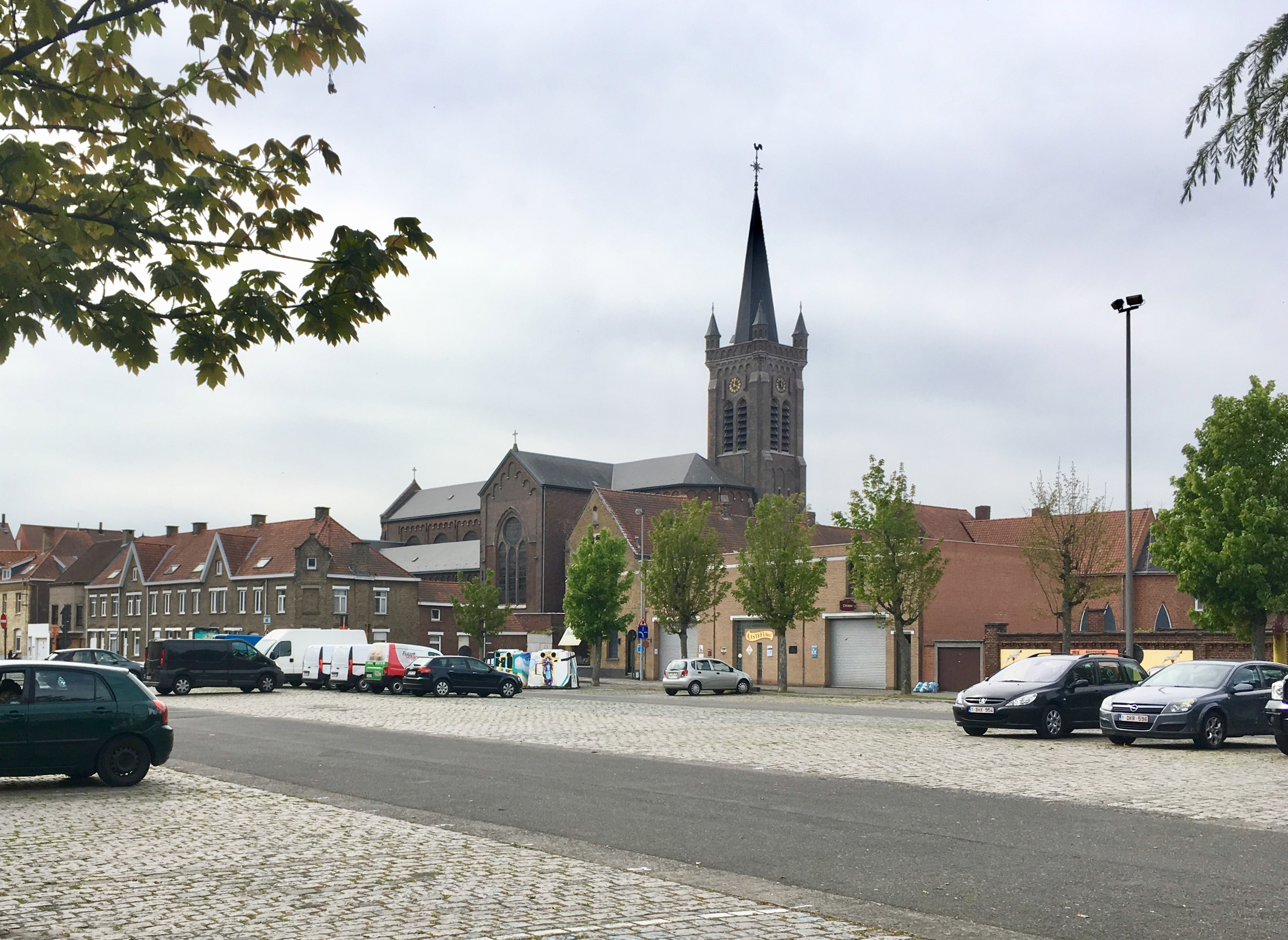
De Onze-Lieve-Vrouwemarkt, het centrale plein in Krottegem

Krottegem is een wijk in het (noord)oosten van de Belgische stad Roeselare. Niettegenstaande de wat geïsoleerde ligging achter de verhoogde spoorwegberm, is Krottegem welbekend bij de meeste inwoners van Roeselare als de wijk van "over statie" grenzend aan de achterkant van het station.

## Geschiedenis
Krottegem is van oorsprong een arbeiderswijk waarvan veel bewoners werkten in de Roeselaarse haven. Toentertijd was er een tegenstelling met de rijkere kooplui in de centrumstraten omheen de Grote Markt. Dit klassenverschil is feitelijk verdwenen maar overleeft nu nog min of meer bij een kleiner aantal plaatselijke handelaars en wijkbewoners die een vorm van isolement of achterstelling menen te herkennen in de moeizame doorstroming van kooplustigen vanuit de binnenstad naar de zowat enige grote handelsstraat van de wijk, de Ardooisesteenweg, die van groot belang is voor het sociaaleconomisch leven van de wijk en bijgevolg dus de commerciële slagader is. De Spanjestraat en haar bewoners speelden vroeger een hoofdrol in de historiek van Krottegem.
Rond het midden van de 19e eeuw stond de onmiddellijke omgeving van de Spanjestraat en de Vierwegstraat met heel wat thuiswevers bekend als het gehucht “Spanje”. Eigenlijk heette het gebied al zo sinds 1678. Het werd een Spaanse enclave ten tijde van de Franse periode waarin Roeselare behoorde tot Frankrijk. Namen als Spanjeschool en Spanjemolen verwijzen nu nog naar deze tijd.
Vanaf 1847 werd dit stadsdeel, dat sinds het einde van de 19e eeuw bekend werd onder de naam Krottegem, door de spoorweg gescheiden van de rest van de stad. De buurt kende, dankzij de aanvoer van grondstoffen via het spoor en de aanleg van het kanaal Roeselare-Leie vanaf 1862, tot halfweg de twintigste eeuw een belangrijke economische bloei met mechanische textielnijverheid. Nadien heeft de industriële activiteit zich wat teruggetrokken rond de havenkop of het begin van het kanaal met voornamelijk veevoederbedrijven die nog steeds bestaan.
Verschillende leegstaande fabriekshallen in Krottegem waarvoor gezocht wordt naar een nieuwe bestemming, alsook de talrijke kleine arbeiderswoningen zijn tegenwoordig stille getuigen van het rijke nijverheidsverleden van de wijk die zeker van belang was voor de groei en ontwikkeling van de ganse stad. Veel straatnamen zoals de Fabrieksstraat, de Gieterijstraat, enzovoort, herinneren aan het vroegere industriële karakter.
Bij de toekenning van de naam Krottegem aan het gebied in de tweede helft van de jaren 1800 was dit spottend bedoeld omdat de wijkbewoners ondanks hun grote werklust weinig materiële welvaart verwierven. Zo zouden de inwoners massaal gespaard hebben voor de oprichting van een eigen kerk, de Onze-Lieve-Vrouwekerk op de gelijknamige parochie die ontstond op 4 september 1873 na een afscheuring van de centrumparochie Sint-Michiel.
De Eerste Wereldoorlog (1914–1918), de economische crisis van de jaren 1930 en de Tweede Wereldoorlog (1940–1945) waren drie grote dieptepunten waarvan de wijk zich heeft weten te herstellen. Ondanks de ellende van deze zwarte jaren bleef er altijd een bruisend sociaal-cultureel leven overeind met vele volksspelen en kermissen.

## Krottegem nu
Vandaag bevinden zich in de wijk Krottegem het lokaal dienstencentrum "Ten Elsberge", het stedelijk sportstadion met atletiekpiste, parochiaal centrum "De Kiem", de brouwerij Rodenbach, de voetbalclub Club Roeselare en het historische hotel "De Bonte Os Hotel & Tower".
Een betere en grondiger algehele integratie van Krottegem wordt nagestreefd met de heraanleg van de stationsomgeving daar, zoals reeds genoemd, de verhoogde spoorwegberm een soort van barrière vormt. De Ardooiesteenweg kreeg in 2022 als commerciële slagader een volledige make-over , als rasechte fietsstraat met veel groen .De straat bloeit inmiddels open als nieuwe  horeca site met nieuwe leuke terrasjes en restaurants.
Daarnaast is sinds 2010 een rijk verenigingsleven ontstaan op Krottegem , met higlights zoals de Andere Batjez ( eind juni ), Krottegemse kroegentocht ( maart ) , Krottegemse rommelmarkt ( 30000  bezoekers ) april - oktober ), de Krottegemse Feesten (Hemelvaartweekend) en de Krottegemse Corrida  (Hemelvaart) .Verenigingen zoals  Krottegemse Ransels , vzw Inval ,De Andere Steenweg  en Spring Erin staan in voor de nodige creativiteit. 
Met de afwerking van het noordelijke sluitstuk van de Grote Ring (R32) omheen de deelgemeente Beveren in 2006, de mogelijke verhuis van de douane aan het goederenstation naar de kanaalzone en de overweging om het drukke verkeer op de Jules Lagaelaan, de noordelijke ontsluiting van de Kleine Ring (Noordlaan/Westlaan, H. Spilleboutdreef, Kon. Albert I laan, ...) achter het station, af te leiden naar de Mandellaan die verder verwijderd is van de binnenstad, moet het zware doorgaande verkeer in en rond Krottegem afnemen. Deze laatste ingreep wordt oostwaarts misschien gerealiseerd met verkeerswijzigingen ter hoogte van de haven en westwaarts onder meer via de opnieuw ingerichte Koning Leopold III laan.
In de Sint-Hubrechtsstraat bevindt er zich een Duitse communicatiebunker uit WOII (opgericht 1943) die in 2024 opengesteld werd als museum ter herinnering aan de Poolse bevrijders WOII. Info via toeristische dienst Roeselare.